# پیتر کاروترز (فیلسوف)
پیتر کاروترز (انگلیسی: Peter Carruthers؛ زادهٔ ۱۶ june ۱۹۵۲ (۷۲ سال)) فیلسوف اهل بریتانیا-آمریکایی و دانشمند علوم شناختی است که عمدتاً در حوزه فلسفه ذهن کار می‌کند، اگرچه در فلسفه زبان و فلسفه اخلاق نیز مشارکت داشته‌است. او استاد فلسفه در دانشگاه مریلند، کالج پارک، عضو وابسته برنامه علوم اعصاب و علوم شناختی، و عضو کمیته فلسفه و علوم بود.